# Julius Aghahowa
Julius Aghahowa (Benin City, 1982. február 12. –) nigériai válogatott labdarúgó.

## Pályafutása

### Klubcsapatban
Aghahowa karrierjét az Insurance csapatánál kezdte, majd 1999-ben előszerződést kötött a Midtjyllandhoz, de az az évi ifjúsági afrika kupán annyira jól teljesített, hogy a tunéziai Espérance ráígért erre az ajánlatra, így végül oda írt alá.
A 2000–01-es szezonban került az ukrán Sahtar Doneck csapatához, amellyel három bajnoki címet nyert. 89 bajnokin harminckét alkalommal talált az ellenfelek kapujába, 2007-ben az angol Wigan Athletic igazolta le. 2007. január 30-án írta alá a szerződését, első mérkőzését pedig február 3-án játszotta a Premier League-ben a Portsmouth ellen. Egy szezont követően, 2008. június 20-án a török Kayserisporhoz igazolt.
2009. július 4-én visszatért a Sahtar Doneckhez, ahol még két szezont töltött el. A 2010–11-es szezont a Szevasztopol csapatánál töltötte, majd az idény végén bejelentette visszavonulását.

### A válogatottban
Aghahowa a nigériai válogatottban 32 mérkőzésen 14 gólt szerzett. Részt vett a 2002-es világbajnokságon.

## Sikerei, díjai
Espérance
- Tunéziai bajnok: 1

2000
Sahtar Doneck
- Ukrán bajnok: 4

2002, 2005, 2006, 2010
- Ukrán kupagyőztes: 2

2002, 2004